# Rahay
Rahay är en kommun i departementet Sarthe i regionen Pays de la Loire i nordvästra Frankrike. Kommunen ligger i kantonen Saint-Calais som tillhör arrondissementet Mamers. År 2022 hade Rahay 160 invånare.

## Befolkningsutveckling
Antalet invånare i kommunen Rahay
| Referens: INSEE |